# The Minibosses
 (septembre 2017).
Si vous disposez d'ouvrages ou d'articles de référence ou si vous connaissez des sites web de qualité traitant du thème abordé ici, merci de compléter l'article en donnant les références utiles à sa vérifiabilité et en les liant à la section « Notes et références ».
The Minibosses est un groupe indépendant de rock progressif de Northampton, dans le Massachusetts, actuellement[Quand ?] installé à Phoenix, en Arizona. Ils sont connus pour leurs reprises rock de musiques originales de jeux vidéo, comme celles de Mega Man, Metroid ou Castlevania.

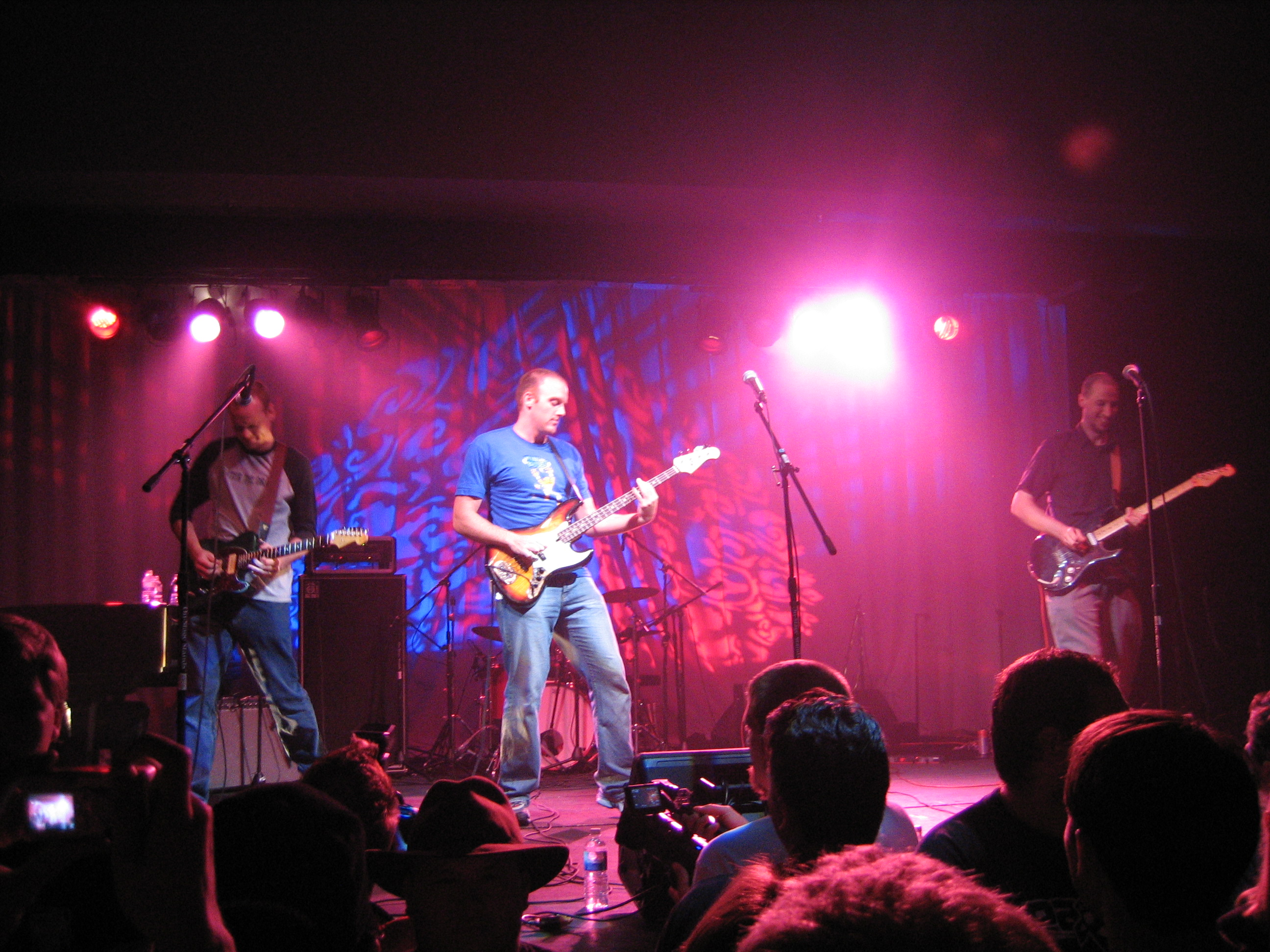
The Minibosses sur scène en 2005.

Les Minibosses ont réussi à se faire accepter des fans de musiques de jeux vidéo, et beaucoup de musiques sont disponibles en téléchargement gratuit sur leur site internet. Leurs fans sont connus pour parcourir de longues distances pour voir leurs concerts.[réf. souhaitée]

## Histoire du groupe
Le groupe a été formé en 1997, par Aaron Burke et Matt Wood ainsi que d'autres de leurs amis. Ce fut un des premiers groupes qui reprirent des chansons de jeux vidéo, Jenova Project.
Le groupe enregistra son premier album en septembre 2000, qui contenait des chansons originales ainsi que des reprises. Ils admirent plus tard qu'ils n'étaient pas satisfaits de la qualité de l'enregistrement et ré-enregistrèrent des vielles chansons. Depuis 2000, ils ont enregistré de nouveaux albums, la scène des jeux vidéo a changé, et les Minibosses font parfois des tournées en Arizona et Californie.
Le groupe a subi des changements, notamment au niveau de la seconde guitare. D'abord occupée par Rich Smaldone, elle fut ensuite occupée par Fred Johnson et actuellement par John Lipfert.

## Membres

### Actuels
- Ben Baraldi — chant, basse
- Aaron Burke — guitare
- John Lipfert — guitare
- Matt Wood — batterie

### Anciens
- Fred Johnson — guitare (2002-2004)
- Rich Smaldone — guitare (2001-2002)

## Discographie
- Minibosses (Auto-produit Kraid Records, 2000)
- Minibosses (EP) (Auto-produit, 2004)
- Live enregistré dans le Middle East nightclub (Self-released, 2004)
- Minibosses/Penny Winblood (Forge Records, 2005)
- Minibosses Brass (Auto-produit, 2005)

## Thèmes de jeux repris
- Bionic Commando
- Blaster Master
- Castlevania
- Castlevania II: Simon's Quest
- Castlevania III: Dracula's Curse
- Contra
- Double Dragon
- Ghosts'n Goblins
- The Goonies II
- Ikari Warriors
- Kid Icarus
- Metroid
- Mega Man 2
- Mike Tyson's Punch-Out!!
- Ninja Gaiden
- Rygar
- street fighter 2 guile
- Super Mario Bros. 2
- Wizards and Warriors
- Zelda

## Erreurs
Plusieurs chansons de jeux vidéo ont été faussement attribuées au groupe Minibosses. C'est le cas du thème de Tetris, qui est la chanson Russe "Korobeiniki" par Ozma. Les Minibosses jouent uniquement des musiques de NES.[réf. nécessaire]